# Bayer
Bayer este un concern cu sediul la Leverkusen, Germania și cu activitate internațională în industria chimică și farmaceutică. Bayer există ca firmă din anul 1863 în Barmen, în prezent sector al orașului Wuppertal. Bayer a fuzionat în 1925 cu concernul chimic I.G. Farben. În 1951, Bayer a redevenit companie de sine stătătoare, cu denumirea inițială. La sfârșitul anului 2006, compania avea 106.000 de angajați. Concernul Bayer cuprinde astăzi peste 350 de societăți, are 110.200 de angajați și are un volum de vânzări de 28,956 miliarde de euro, cu un câștig net (2006) de 3,479 miliarde de euro.
În mai 2008, autoritățile germane antitrust au amendat sucursala Bayer Vital a companiei farmaceutice Bayer cu 10,3 milioane de euro (16,2 milioane de USD) pentru fixarea ilegală a prețurilor la produse medicamentoase fără prescripție, inclusiv aspirina.